# ارن یگر
ارن یگر (به انگلیسی: or iliya Eren Yeager)از دوبخش [مقدس :Eren ترکی ]و[جنگجو:Jägerآلمانی] به تلفظ ژاپنی [إرن یگا] تشکیل شده است شخصیت داستانی و شخصیت اصلی سری حمله به تایتان است که توسط هاجیمه ایسایاما ساخته شده‌است. او تنها پسر «گریشا یگر» و «کارلا یگر» که لقب هایی هم مانند ویرانگر جهان دارد . در سال ۸۴۵، پس از تخریب دیوار ماریا توسط دو تایتان به نام‌های «تایتان زره‌پوش» و «تایتان عظیم‌الجثه»، تایتان‌ها وارد شهر «شیگانشینا» شده و شهر را تخریب می‌کنند و شروع به بلعیدن مردم می‌کنند. ارن یگر که شاهد بلعیده شدن و مرگ مادرش توسط «تایتان خندان» است، قسم می‌خورد که انتقام مادرش را از تایتان‌ها بگیرد و همه آن‌ها را از روی زمین محو کند. در ادامه «گریشا یگر» کلید زیرزمین خانه را به وی می‌دهد و به او می‌گوید به هر قیمتی شده دیوار ماریا را پس‌گرفته و به زیرزمین خانه‌شان برود. سپس سرنگ تایتان را به او تزریق می‌کند. پس از یافتن زیرزمین و باز کردن قفل خاطرات پدرش، ارن در مورد حقیقت تایتان‌ها و همچنین تاریخ «الدیا» و «مارلی» باخبر شد. ارن سپس قول داد که خانه خود را از دست دشمن واقعی، یعنی باقی بشریت که در آن سوی دریا زندگی می‌کنند، آزاد کند.

## مشخصات

### نام
نام «ارن» اصالتی ترکی دارد و از لحاظ معنایی می‌تواند در ترکی، معنایِ «فردی که پیشرفت می‌کند، به بلوغ الهی و خرد مقدس می‌رسد» بدهد که می‌توان آن را به «شخص مقدس» یا «زاهد» نیز تعبیر کرد. همچنین «ارن» نزدیک به اسم جمعِ «Ehren» برای واژهٔ «Ehre» در زبان آلمانی است که به معنای «افتخار» می‌باشد. نام خانوادگی وی یعنی یِگِر (Jäger) یک کلمه رایج در میان مهاجران آلمانی-آمریکایی است که «شکارچی» معنی می‌شود. تلفظ ارن یِگِر (Eren Jaeger) صدایی شبیه به کلمه آلمانی «ایرنیِگِر» (Ehrenjäger) به معنی «شکارچی مقدس» دارد.

### کودکی
ارن در منطقهٔ شیگانشینا که در بخش جنوبی دیوار ماریا وجود دارد، متولد شد. او تا سال ۸۴۵، زمانی که «تایتان عظیم‌الجثه» و «تایتان زره‌پوش» هنوز دیوار ماریا را مورد نفوذ قرار نداده بودند، در آنجا زندگی می‌کرد. در ۹ سالگی جان میکاسا آکرمن، که توسط دو راهزن مورد حمله قرار گرفته بود را نجات می‌دهد و شال گردن قرمز رنگ خود را به او هدیه می‌دهد. از آن پس میکاسا تا فصل ۴ هرگز شال گردن ارن را از خود دور نکرده‌است.

### شخصیت
ارن یِگِر شخصیت اصلی داستان است. پسری هدفمند و زیبا با چشمانی سبز و اصالتی به ظاهر ترکی که همان‌طور که از معنی نام خانوادگی وی مشخص است خصوصیات یک «شکارچی» را داراست. نوجوانی سرسخت، با اراده‌ای قوی، پرشور و ستیزه‌جو که عزم جدی وی برای فرار از دیوارها و نجات بشریت است. در کودکی برای رسیدن به آرزوی خود یعنی فرار از دیوارها، تصمیم می‌گیرد وارد «هنگ اکتشاف» شود. این در حالیست که مادر ارن «کارلا یگر» با او وارد مشاجره شده و ارن بر سر مادر خود فریاد زد و تمامی مردم روستا را نادان خوانده و آنها را با احشام ناراضی مقایسه کرد. هاجیمه ایسایاما گفته که بدن تایتان ارن را از روی هنرمند رزمی کار میان‌وزن، یوشین اوکامی (Yushin Okami) طراحی کرده‌است. در انیمه توسط «کارلا یِگِر» مادر ارن گفته می‌شود که هنگام دروغ گفتن، گوش‌های ارن سرخ می‌شوند. شخصیت ارن یِگِر در «نظرسنجی محبوبیت شخصیت‌های حمله به تایتان» پس از لیوای آکرمن جایگاه دوم را به‌دست‌آورد. جایگاه سوم متعلق به میکاسا آکرمن بود.
ارن یکی از هشت شخصیتی است که آهنگ اختصاصی دارند. هفت نفر دیگر عبارتند از:
1. میکاسا آکرمن
2. آرمین ارلرت
3. لیوای آکرمن
4. اروین اسمیت
5. جان (ژان) کریستین
6. راینر براون
7. برتولت هوور

نام آهنگ اختصاصی ارن، «دنیای درمانده» (به انگلیسی: Helpless World) می‌باشد که توسط صداپیشهٔ خود شخصیت ارن خوانده شده‌است.

### قدرت‌های تایتانی
ارن دارای قدرت تایتان‌های[زیر] است.

#### غول بنیان‌گذار
گریشا یگر با بلعیدن «فریدا رایس» قدرت «تایتان بنیان‌گذار» را به‌دست‌آورد. پس از بلعیده شدن «گریشا یگر» توسط «ارن یگر»، قدرت «تایتان بنیان‌گذار» و «تایتان حمله ای» از پدرش به وی منتقل شد. تایتان بنیان‌گذار قدرت کنترل کامل الدیایی‌ها را به شخص می‌دهد اما پس از پیمان عدم جنگ نیاز به خون فریتز مطرح شد (البته همه نوادگان یمیر (الدیایی‌ها) از حامله شدن یمیر بنیان‌گذار از فریتز قبیله‌ای پدید آمدند بنابراین همه الدیایی‌ها خون سلطنتی دارند اما در پیمان ضد جنگ آمده که فرد باید از خاندان سلطنتی باشد نه دارای خون سلطنتی) بنابراین ارن برای فعال کردن غول بنیان‌گذار به غول‌های که سلطنتی دارا باشند نیاز دارد. از جمله آنها زیک صاحب غول جانور اس‍ت.
توانایی‌های غول بنیان‌گذار عبارتند از:
- کنترل فرا فضا زمانی بر اِلدیان‌ها که یعنی می‌تواند گذشته و آینده را تا جایی منبع حیات اجازه دهد تغییر دهد (کُنترل زمان)
- تبدیل کردن نوادگان یمیر (الدیایی‌ها) به غول خالص
- کنترل کامل بر غول‌ها چه خالص چه شیفتر (برای شیفترها غول بنیان‌گذار اصلی لازم است)
- کنترل کامل بر خاطرات نوادگان یمیر (الدیایی‌ها)
- کنترل کامل بر روی آناتومی بدن و ژنتیک و در کل بدن الدیایی‌ها
- تلپاتی با هر تعداد الدیایی یا هر شخص الدیایی و شناختن هر الدیایی

#### تایتان مبارز
قدرت تایتان مبارز، دیدن خاطرات صاحبان قبلی و بعدی خود و دیدن گذشته و آینده است. یکی از ویژگی‌های مهم او که در اسم او هم دیده می‌شود، این است که او می‌تواند از قدرت خود برای حمله کردن استفاد کند و دارای توانایی دیدن خاطرات آیندهٔ وارثان خود است. این ویژگی او را به یکی از قوی‌ترین تایتان‌های اتک آن تایتان (حمله به تایتان) تبدیل کرده‌است. این تایتان یکی از نه تایتان اصلی داستان است.

#### تایتان پتک
تایتان پتک یا تایتان چکشی، می‌تواند با سخت کردن بخشی از بدن خود هر سلاحی که بخواهد بسازد. ارن بعد از خوردن لارا تایبور صاحب این تایتان شده‌است. این تایتان یکی از نه تایتان اصلی داستان است.